# Monofásico de imposto
O Regime monofásico de impostos é um mecanismo de arrecadação de tributos utilizado pelo governo federal. Essa modalidade de regime obriga o fabricante ou importador a apurar o montante devido antecipadamente e cumprir a obrigação de pagamento do tributo “em lugar” do contribuinte final. Assim, desde a ocorrência do fato gerador, a sujeição passiva recai sobre uma pessoa diferente daquela que possui relação pessoal e direta com a situação descrita em lei como fato gerador do tributo. Em outras palavras, por incidir diretamente no fabricante ou importador, todos os demais compradores da cadeia de fornecimento são desobrigados de efetuar o pagamento do imposto.
Esse procedimento é notadamente utilizado na cobrança do PIS e Cofins (impostos federais). O Regime monofásico de impostos é definido a partir da Tabela de produtos monofásicos que constam da Receita Federal.
O Regime de tributação monofásica de impostos é utilizado para facilitar a fiscalização dos tributos "polifásicos", ou seja, os tributos que incidem mais de uma vez no decorrer da cadeia de circulação de uma determinada mercadoria ou serviço. Existe para atender a princípios de racionalização e efetividade da tributação, ora simplificando os procedimentos, diminuindo as possibilidades de inadimplemento. Em outras palavras, por incidir diretamente no fabricante ou importador, todos os demais compradores da cadeia de fornecimento são desobrigados de efetuar o pagamento do imposto.
Pelo sistema de regime monofásico, o tributo plurifásico passa a ser recolhido de uma só vez, no fabricante ou importador, como se fosse monofásico.

## Espécies
O imposto em Regime de tributos monofásicos podem se classificar em 2 tipos: os restituíveis e os não-restituíveis.
Os impostos restituíveis advém da dupla tributação na cadeia de cobrança de impostos. Por se tratar de um imposto de pagamento único, na origem, o referido imposto não deve ser cobrado dos demais entes da cadeia de distribuição. No entanto, como veremos em "Distorções" há uma série de problemas com esse mecanismo dada a complexa cadeia de recolhimento de impostos brasileira. Dessa forma, toda vez que um agente dessa cadeia paga novamente o imposto monofásico passa a ter um crédito a restituir junto a Receita Federal, uma vez que o imposto é de natureza federal.
Os impostos não-restituíveis são aqueles em que o penoso  trabalho de classificação de produtos item a item é executado pelo proprietário do negócio ou contador seguindo a tabela de monofásicos da Receita Federal. Nesses casos, com a correta segregação do imposto, o valor total a pagar diminui, não gerando crédito algum a receber do Fisco.

## Críticas
Críticos dizem que o  Regime de tributos monofásicos é uma mera técnica de arrecadação, que se estabelece pelo deslocamento da responsabilidade pelo pagamento do tributo. O fornecedor ou importador  tributário paga o tributo devido pela operação do substituído. A hipótese de incidência do tributo, porém, permanece a mesma. Tanto é assim que a Constituição menciona um fato gerador presumido, a ser realizado pelo substituído.  O regime de tributos monofásicos facilita também a fiscalização, pois centraliza a responsabilidade do devedor.
Boa parte da doutrina considera que a previsão na lei da antecipação do pagamento de tributo cujo fato gerador ainda não se verificou viola princípios tributários, entre eles o da tipicidade, o da capacidade contributiva e o do não confisco. A ofensa à tipicidade decorreria do fato de que a situação abstratamente prevista em lei como fato gerador do tributo (hipótese de incidência ou, em analogia com o direito penal, tipo tributário) não teria se verificado no mundo, daí decorrendo a impossibilidade da cobrança.
A atribuição de responsabilidade dá-se em relação a mercadorias ou serviços previstos em lei federal e decretos.
Uma distorção particularmente grave ocorre na cobrança do imposto de empresas classificadas no Simples Nacional onde paga-se uma única alíquota para todos os impostos devidos pela empresa, não conseguindo segregar corretamente os valores referente somente ao imposto federal.

## Restituição de imposto
É assegurado ao contribuinte substituído o direito à restituição do valor do imposto pago por força do regime monofásico de arrecadação de tributos, correspondente ao fato gerador presumido, que não se realizar. Essa garantia está hoje prevista no §7º do art. 150 da Constituição da República: "A lei poderá atribuir a sujeito passivo de obrigação tributária a condição de responsável pelo pagamento de imposto ou contribuição, cujo fato gerador deva ocorrer posteriormente, assegurada a imediata e preferencial restituição da quantia paga, caso não se realize o fato gerador presumido.(Incluído pela Emenda Constitucional nº 3, de 1993)".
As  empresas classificadas no Simples Nacional pagam uma única alíquota para todos os impostos devidos pela empresa, não conseguindo segregar corretamente os valores referente somente ao imposto federal. A título de exemplo vamos colocar de maneira ilustrativa o que acontece com uma empresa do Simples Nacional quando vai pagar seus tributos monofásicos:

Empresa importadora ou fabricante (recolhe alíquota monofásica)
|
Distribuidor
|
Empresa varejista enquadrada no Simples Nacional ( recolhe alíquota única, da qual estão embutidos os tributos federais, inclusive os monofásicos)

Como vemos pelo exemplo acima, a empresa enquadrada no Simples Nacional acaba por pagar duplamente o imposto que deveria ser único na origem, já que o pagamento é de alíquota única.
Empresas como essas tem direito ao ressarcimento ou restituição do imposto monofásico pago a mais pelos últimos 5 anos.

## Ligações Externas
- Tabela de Produtos Monofásicos
- Calculadora de impostos e datas
- Receita Federal do Brasil
- Constituição Federal do Brasil